# Дадочкин, Геннадий Васильевич
Геннадий Васильевич Дадочкин — советский хозяйственный, государственный и политический деятель.

## Биография
Родился в 1919 году в Хатгале. Член КПСС.
С 1942 года — на хозяйственной, общественной и политической работе. В 1942—1979 гг. — инженер Управления военно-восстановительных работ, главный инженер станции Нижнеднепровск-Узел, главный инженер, начальник службы движения, начальник отделения Приднепровской железной дороги, заместитель начальника, начальник Северо-Кавказской железной дороги.
Умер в Ростове-на-Дону в 1979 году.